# Alacant (métro de Valence)
Alacant est une station terminus de la ligne 10 du métro de Valence. Elle est située sous la rue d'Alicante, dans le district d'Eixample, à Valence.

## Situation sur le réseau
Établie en souterrain, la station Alacant du métro de Valence est située sur la ligne 10, dont elle constitue le terminus ouest, avant Russafa.

## Histoire
La station ouvre au public le 17 mai 2022, à l'occasion de la mise en service de la ligne 10.